# Сафакулевский район
Сафакулевский район — административно-территориальная единица (район) в Курганской области России. В рамках организации местного самоуправления в границах района существует муниципальное образование Сафакулевский муниципальный округ (с 2004 до 2022 гг. — муниципальный район).
Административный центр — село Сафакулево.

## География
Район расположен в юго-западной части Курганской области и граничит с Челябинской областью, а также с Щучанским и Альменевским районами области. На территории района расположено множество озёр, часть из них солёные. Крупнейшие из водоёмов — Идгильды, Большой Тукмакты, Куктибиз, Улыбаш, Мандыуль, Каксарлы, Каиндакуль. Единственная река на территории Сафакулевского района — Чумляк.

## История
До революции 1917 года территория района входила в состав Карасёвской, Сарт-Калмакской, Сухоборской волостей Челябинского уезда Оренбургской губернии.
С 20 марта 1919 года по 14 июня 1922 года на территории Сафакулевского и части соседнего Альменевского районов существовал Яланский кантон Автономной Башкирской Советской Республики. Административный центр в первоначально селе Танрыкулово, с 7 марта 1922 года — в деревне Парамоново. 14 июня 1922 года канитон был перечислен в состав Челябинской губернии 

### 1923—1924 годы
На основании постановления ВЦИК от 3 ноября 1923 года и Декрета ВЦИК от 12 ноября 1923 года в составе Челябинского округа Уральской области образован Сарт-Калмыкский район с центром в деревне Сулюклино из Карасёвской и Сарт-Калмакской волостей Челябинского уезда Челябинской губернии. В состав района вошли 15 сельсоветов: Абдульменевский, Абдултаевский, Аджитаровский, Азналинский, Большесултановский, Карасевский, Мансуровский, Мартыновский, Мурзабаевский, Сафакулевский, Сулюклинский, Щучинский.

### 1924—1930 годы
Постановлением Президиума Уралоблисполкома от 7 апреля 1924 года Сарт-Калмыкский район переименован в Яланский район с перенесением центра в село Мартыновка.
Постановлением Президиума Уралоблисполкома от 15 сентябряя 1926 года центр района перенесён в село Сафакулево. Постановлением ВЦИК от 4 ноября 1926 года утверждён.
В 1926—1927 годах Щучинский сельсовет упразднён.
Постановлением ВЦИК от 20 апреля 1930 года Яланский район ликвидирован. Большая часть территории перечислена во вновь образованный Ялано-Катайский район. 

### 1940—1963 годы
Указом Президиума Верховного Совета РСФСР от 12 ноября и 17 декабря 1940 года в составе Челябинской области образован Сафакулевский район с центром в селе Сафакулево. В состав района вошли Яланский поссовет и 16 сельсоветов: Абдульменевский, Аджитаровский, Азналинский, Бакаевский, Бахаревский, Баязитовский, Калмык-Абдрашитовский, Карасевский, Мансуровский, Мартыновский, Мурзабаевский, Покровский, Сафакулевский, Соколовский, Султановский, Сулюклинский.
Указом Президиума Верховного Совета СССР от 6 февраля 1943 года район включён в состав вновь образованной Курганской области.
Указом Президиума Верховного Совета РСФСР от 14 июня 1954 года упразднены Аджитаровский, Калмык-Абдрашитовский, Мансуровский и Сулюклинский сельсоветы, Баязитвовский сельсовет переименован в Сарт-Абдрашитовский сельсовет.
Решением Курганского облисполкома от 13 декабря 1957 года упразднён Азналинский сельсовет, образован Камышинский сельсовет.
Решением Курганского облисполкома от 18 декабря 1959 года упразднены Абдульменевский и Мурзабаевский сельсоветы, образован Субботинский сельсовет, Покровский сельсовет переименован в Аджитаровский сельсовет.
Решением Курганского облисполкома от 16 ноября 1960 года Соколовский сельсовет переименован в Сулеймановский сельсовет.
Указом Президиума Верховного Совета РСФСР от 1 февраля 1963 года Сафакулевский район упразднён, его сельсоветы перечислены в укрупненный Щучанский сельский район.

### С 1965 года
Указом Президиума Верховного Совета РСФСР от 12 января 1965 года образован Сафакулевский район с центром в селе Сафакулево. В состав района вошло 12 сельсоветов: Аджитаровский, Бакаевский, Бахаревский, Камышинский, Карасевский, Мартыновский, Сарт-Абдрашитовский, Сафакулевский, Субботинский, Сулеймановский, Султановский, Яланский.
Решением Курганского облисполкома от 17 мая 1965 года упразднены Субботинский и Султановский сельсоветы.
Решением Курганского облисполкома от 28 февраля 1966 года упразднён Бакаевский сельсовет.
Решением Курганского облисполкома от 22 декабря 1972 года образован Сулюклинский сельсовет.
Решением Курганского облисполкома от 19 декабря 1973 года образован Надеждинский сельсовет.
Решением Курганского облисполкома от 24 июня 1980 года образован Мансуровский сельсовет.
Решением Курганского облисполкома от 11 октября 1985 года образован Субботинский сельсовет.
Законом Курганской области от 5 марта 2022 года № 5 в районе упразднены все сельсоветы, муниципальный район и входившие в его состав сельские поселения были преобразованы путём их объединения к 15 марта 2022 года в муниципальный округ.

## Население
| 1959    | 1970    | 1979    | 1989    | 2002    | 2009    | 2010    |
| ------- | ------- | ------- | ------- | ------- | ------- | ------- |
| 18 782  | ↗22 933 | ↘21 151 | ↘19 627 | ↘16 957 | ↘15 408 | ↘13 120 |
| 2011    | 2012    | 2013    | 2014    | 2015    | 2016    | 2017    |
| ↘13 053 | ↘12 582 | ↘12 155 | ↘11 673 | ↘11 253 | ↘10 879 | ↘10 609 |
| 2018    | 2019    | 2020    | 2021    |         |         |         |
| ↘10 312 | ↘10 028 | ↘9878   | ↗10 763 |         |         |         |

### Национальный состав
По итогам переписи населения 2020 года: башкиры — 41,1 %, татары — 34,2 %, русские — 21 %.
Это один из самых многонациональных уголков Южного Зауралья. В основном население района — башкиры, татары, русские. Также издавна проживают немцы, казахи, украинцы.
В основном в районе расположены башкирские (Сулейманово, Сарт-Абдрашево, Бол-Султаново, Субботино, Калмык-Абдрашево, Абултаево, Бакаево, Азналино, Белое Озеро, Бикберды, Бурматово, Мурзабаево, Баязитово, Озерная, Надеждинка, Бугуй, Сокольники, Максимовка) и татарские (Сафакулево, Карасево, Мансурово, Аджитарово, Сулюкли, Боровичи, Бахарево) населённые пункты.
Также несколько русских — Покровка, Киреевка, Мартыновка (ныне смешанное население), Камышное (ныне смешанное население), Преображенка (ныне смешанное население), Петровка (ныне русско-башкирское) и Яланское (ныне смешанное население).
В XX веке на территории Сафакулевского района существовало несколько немецких поселений — Блюменталь, Зеньково, Мавлютовка, Надеждинский.

## Территориальное устройство
В рамках административно-территориального устройства, до 2021 года район делился на административно-территориальные единицы: 13 сельсоветов.
В рамках муниципального устройства, до 2021 года в одноимённый муниципальный район входили 13 муниципальных образований со статусом сельских поселений.
| №  | Муниципальное образование   | Административный центр | Количество населённых пунктов | Население (чел.) | Площадь (км²) |
| -- | --------------------------- | ---------------------- | ----------------------------- | ---------------- | ------------- |
| 1  | Аджитаровский сельсовет     | село Аджитарово        | 1                             | ↗144             | 129,93        |
| 2  | Бахаревский сельсовет       | село Боровичи          | 2                             | ↘409             | 135,41        |
| 3  | Камышинский сельсовет       | село Камышное          | 5                             | ↘859             | 266,29        |
| 4  | Карасевский сельсовет       | село Карасево          | 1                             | ↘332             | 109,00        |
| 5  | Мансуровский сельсовет      | село Мансурово         | 1                             | ↘413             | 199,34        |
| 6  | Мартыновский сельсовет      | село Мартыновка        | 2                             | ↘519             | 110,10        |
| 7  | Надеждинский сельсовет      | село Надеждинка        | 2                             | ↘240             | 253,60        |
| 8  | Сарт-Абдрашевский сельсовет | село Сарт-Абдрашево    | 5                             | ↘1048            | 311,55        |
| 9  | Сафакулевский сельсовет     | село Сафакулево        | 2                             | ↗3456            | 133,40        |
| 10 | Субботинский сельсовет      | село Субботино         | 3                             | ↗553             | 142,41        |
| 11 | Сулеймановский сельсовет    | село Сулейманово       | 3                             | ↘448             | 235,84        |
| 12 | Сулюклинский сельсовет      | село Сулюклино         | 2                             | ↗768             | 97,35         |
| 13 | Яланский сельсовет          | село Яланское          | 4                             | ↘992             | 163,27        |

Законом Курганской области от 5 марта 2022 года, муниципальный район и все входившие в его состав сельские поселения были упразднены и преобразованы путём их объединения в муниципальный округ; помимо этого были упразднены и сельсоветы района как его административно-территориальные единицы.

## Населённые пункты
В Сафакулевском районе (муниципальном округе) 33 населённых пункта (все — сельские).
| №  | Населённый пункт  | Тип     | Население | Бывшее муниципальное образование |
| -- | ----------------- | ------- | --------- | -------------------------------- |
| 1  | Абултаево         | деревня | ↘410      | Сулюклинский сельсовет           |
| 2  | Аджитарово        | село    | ↗144      | Аджитаровский сельсовет          |
| 3  | Азналино          | деревня | ↘222      | Сарт-Абдрашевский сельсовет      |
| 4  | Бакаево           | деревня | ↘149      | Надеждинский сельсовет           |
| 5  | Бахарево          | деревня | ↘246      | Бахаревский сельсовет            |
| 6  | Баязитово         | деревня | ↘132      | Сарт-Абдрашевский сельсовет      |
| 7  | Белое Озеро       | деревня | ↘380      | Яланский сельсовет               |
| 8  | Бикбирды          | деревня | ↘241      | Мартыновский сельсовет           |
| 9  | Большое Султаново | деревня | ↘333      | Камышинский сельсовет            |
| 10 | Боровичи          | село    | ↘375      | Бахаревский сельсовет            |
| 11 | Бугуй             | деревня | ↘144      | Субботинский сельсовет           |
| 12 | Бурматово         | деревня | ↘135      | Сулеймановский сельсовет         |
| 13 | Калмык-Абдрашево  | деревня | ↘254      | Яланский сельсовет               |
| 14 | Камышное          | село    | ↘668      | Камышинский сельсовет            |
| 15 | Карасево          | село    | ↘332      | Карасевский сельсовет            |
| 16 | Киреевка          | деревня | ↘3        | Сафакулевский сельсовет          |
| 17 | Максимовка        | деревня | ↘93       | Яланский сельсовет               |
| 18 | Малое Султаново   | деревня | ↘56       | Камышинский сельсовет            |
| 19 | Мансурово         | село    | ↘413      | Мансуровский сельсовет           |
| 20 | Мартыновка        | село    | ↘430      | Мартыновский сельсовет           |
| 21 | Мурзабаева        | деревня | ↘183      | Субботинский сельсовет           |
| 22 | Надеждинка        | село    | ↘253      | Надеждинский сельсовет           |
| 23 | Озерная           | деревня | ↘139      | Камышинский сельсовет            |
| 24 | Петровка          | деревня | ↘33       | Сарт-Абдрашевский сельсовет      |
| 25 | Покровка          | деревня | ↘52       | Камышинский сельсовет            |
| 26 | Преображенка      | деревня | ↘102      | Сарт-Абдрашевский сельсовет      |
| 27 | Сарт-Абдрашево    | село    | ↗945      | Сарт-Абдрашевский сельсовет      |
| 28 | Сафакулево        | село    | ↘3453     | Сафакулевский сельсовет          |
| 29 | Сокольники        | деревня | ↘68       | Сулеймановский сельсовет         |
| 30 | Субботино         | село    | ↘456      | Субботинский сельсовет           |
| 31 | Сулейманово       | село    | ↘525      | Сулеймановский сельсовет         |
| 32 | Сулюклино         | село    | ↘600      | Сулюклинский сельсовет           |
| 33 | Яланское          | село    | ↘599      | Яланский сельсовет               |

## Экономика
Основу экономики района составляет сельскохозяйственное производство. Самые значительные по объёмам производимой продукции предприятия района — СХК «Зауралье» и СХК «Сафакулевский», специализированные на выращивании зерновых культур, ООО «Агрокомплекс «Мартыновский» специализировано на выращивании овощей в закрытом грунте. Ведущее строительное предприятие района — ООО «Ритм». Ведущее рыбное хозяйство ООО «Сафакулевский рыбхоз».

## Пресса
26 июня 1931 года вышел первый номер газеты «Колхозчылар тавышы» («Голос колхозника»).  С 1937 года газета стала называться «Коммунист». Материалы публиковались на двух языках — русском и татарском до упразднения района в 1963 году. После восстановления района весной 1965 года газета стала выходить под названием «Трудовая слава».
Газета «Замандаш» («Современник») издаётся на башкирском, татарском и русском языках с апреля 1993 года как приложение к газете «Трудовая слава», с 2000 года — самостоятельная газета.

## Известные жители
- Герои Социалистического Труда, родившиеся на этой территории: В.Ф. Гаврилов (1929—2003), А.П. Холявко (1933—2003)

### Руководители органов исполнительной власти

#### Глава Администрации Сафакулевского района
- 1996 — декабрь 2000 — Якупов Фарит Мутигуллович
- декабрь 2000 — 2004 — Юсупов Нияз Марсович

#### Глава Сафакулевского района
- 2004 — 24 марта 2014 — Юсупов Нияз Марсович, сложил полномочия в связи с переходом на новое место работы заместителем Губернатора Курганской области[29]
- 24 марта 2014 — 19 сентября 2014 — и. о. Хайрнасов Рашит Абдулович
- 19 сентября 2014 — 9 декабря 2019 — Хайрнасов Рашит Абдулович
- 9 декабря 2019 — 11 декабря 2019 — Вафин Радмил Азатович, сложил полномочия [30]
- 21 января 2020 — 20 сентября 2022 — Ахметжанов Ансар Махмутьянович;
- 20 сентября 2022 — 2022 — Гильманов Рашид Гаязитдинович, глава Сафакулевского муниципального округа; с 10 ноября 2022 — руководитель ликвидационной комиссии, юридическое лицо Администрация Сафакулевского района (ИНН 4519000240) ликвидировано 29 июня 2023 года.

#### Глава Сафакулевского муниципального округа Курганской области
30 ноября 2022 года зарегистрирована Администрация Сафакулевского муниципального округа Курганской области (ИНН 4500005702)
- с 20 сентября 2022 — Гильманов Рашид Гаязитдинович

### Руководители органов законодательной власти

#### Председатель Сафакулевской районной Думы
Сафакулевская районная Дума сформирована в 1996 году в соответствии с Законом Курганской области от 05 февраля 1996 года № 37 «О местном самоуправлении в Курганской области» и Законом Курганской области от 22 июля 1996 года № 67 «О выборах депутатов представительных органов местного самоуправления Курганской области». В соответствии с Уставом района были избраны 15 депутатов.
- I созыв (выборы 24 ноября 1996 — 2000) — Якупов Фарит Мутигуллович
- II созыв (выборы 26 ноября 2000 — 2004) —
- III созыв (выборы 28 ноября 2004 — 2010) — Юсупов Марсель Ахметович
- IV созыв (выборы 14 марта 2010 — 2015) — Бакиров Гата Сафеевич
- V созыв (18 сентября 2015 — 2020) — Арсланов Шагивалей Галеевич
- VI созыв (выборы 13 сентября 2020 — 19 мая 2022) — Мусин Валерий Ансафович; с 8 августа 2022 — руководитель ликвидационной комиссии, юридическое лицо Сафакулевская районная Дума (ИНН 4519005086) ликвидировано 11 ноября 2022 года.

#### Председатель Думы Сафакулевского муниципального округа
18 июля 2022 года зарегистрирована Дума Сафакулевского муниципального округа Курганской области (ИНН 4500002370) 
- I созыв (выборы 26 июня 2022 — 2026) — Мусин Валерий Ансафович